# ドイツフェスティバル
ドイツフェスティバル（Deutschlandfest）は、2011年から東京の都立青山公園で開催されている文化祭である。
2011年の祝った日独交流150周年である。
入場料は無料。

## 背景
東京のドイツ大使館とドイツ文化センターと在日ドイツ商工会議所が主催した日独交流150周年及び2011のドイツ統一の日を祝う行事の一環として、ドイツフェスティバルは10月23日に初めて開催された。
当該行事は有栖川宮記念公園、南麻布、東京、とドイツ大使館の敷地で催された。
11.00から21.00までゲストの為に音楽の、ドイツ料理、ドイツ企業等多くの催し物が実施された。

## スケジュール2015
2015年10月30日から2015年11月10日までドイツフェスティバル2015は青山公園、六本木、東京で開催された。
ドイツ大使館はドイツの文化と料理のPRを行った。
参加者は、ビアがーテンの雰囲気列席者はドイツのお土産やビールやソーセージ等のドイツ料理、や多数のワークショップや子供からお年寄りまで楽しめるゲーム、ステージでのプログラムを体験した。
更にはインフォメーションブースにおいては、多くの企業や団体の情報を得ることができる。

## ドイツフェスティバルの総捲り
| 年   | 期間              | 場所                   | 時間                                            |
| ---- | ----------------- | ---------------------- | ----------------------------------------------- |
| 2011 | 10月23日          | 有栖川宮記念公園・東京 | 11:00～21:00                                    |
| 2012 | 10月19日～21日    | 青山公園・東京         | (20日～21日): 11:00～20:00 (19日): 16:00～20:00 |
| 2013 | 10月11日～14日    | 青山公園・東京         | (12日～14日): 11:00～21:00 (11日): 17:00～21:00 |
| 2014 | 10月31日～11月3日 | 青山公園・東京         | (01日～03日): 11:00～21:00 (31日): 17:00～21:00 |
| 2015 | 10月30日～11月3日 | 青山公園・東京         | (31日～03日): 11:00～21:00 (30日): 16:00～21:00 |
| 2016 | 11月3日～6日      | 青山公園・東京         | 不詳                                            |